# Rafalus christophori
Rafalus christophori är en spindelart som beskrevs av Prószynski 1999. Rafalus christophori ingår i släktet Rafalus och familjen hoppspindlar. Inga underarter finns listade i Catalogue of Life.